# Wang Leehom

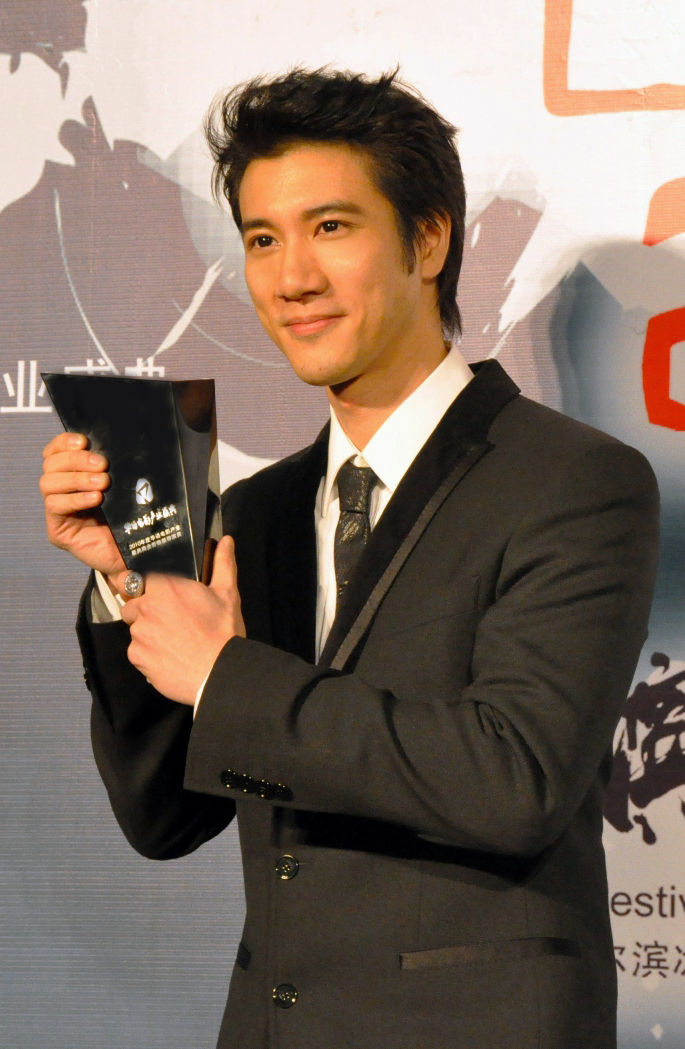
Leehom Wang – Harbin Film Festival, 2011

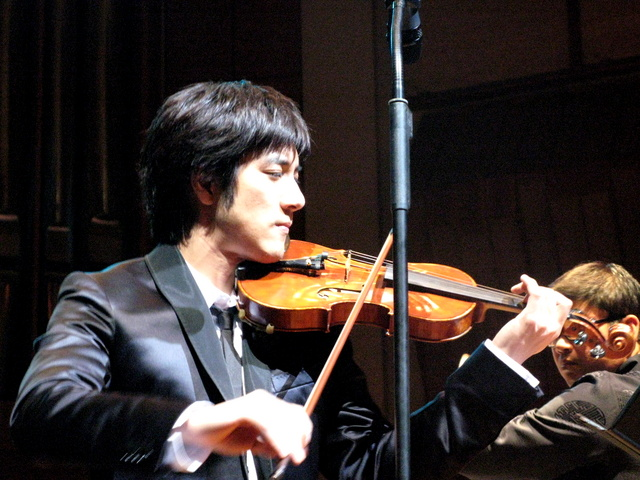
Leehom Wang – Hongkong, 2008

Alexander Leehom Wang (chinesisch 王力宏, Pinyin Wáng Lìhóng; * 17. Mai 1976 in Rochester, New York) ist ein US-amerikanischer Musiker, Musikproduzent, Regisseur und Schauspieler.
Während er in Europa erst durch seine Rolle in Ang Lees Gefahr und Begierde bekannt wurde, ist er in China und anderen Teilen Asiens vor allem als Sänger sehr bekannt. Leehom Wang ist in China auch als Werbefigur für zahlreiche Firmen wie COACH, Seiko, Garnier Men, Nikon, SONY Ericsson, McDonald’s und Fossil tätig.
Wangs Schulausbildung erfolgte an der Eastman School of Music, am Williams College und am Berklee College of Music. Seine Musikrichtung ist dafür bekannt, chinesische Elemente (z. B. Peking Oper, traditionelle Stile der ethischen Minderheiten sowie klassische Musik) mit Hip-Hop und R&B verschmelzen zu lassen. Leehom Wang begann seine Karriere 1995 in Taiwan. Er gewann viermal den Golden Melody Award, den „Grammy“ der taiwanisch-chinesischen Musik.
Am 14. April 2012 gastierte Wang auf einer Welttournee mit seinem aktuellen Programm Music Man II – Open Fire im Nationalstadion Peking. Es war das erste Popkonzert eines Solokünstlers, das in diesem Stadion, das für die Olympischen Spiele 2008 errichtet wurde, stattfand.

## Schauspielkarriere
Wang wirkte bereits während seiner High-School- und College-Zeit in einigen Musicals mit. Im Jahre 2000 stand er in seinem ersten großen Actionfilm China Strike Force, einer Hongkong-Produktion, neben Aaron Kwok, Norika Fujiwara, Ruby Lin und Coolio vor der Kamera. 2001 folgte The Avenging Fist (SciFi-Action) mit ihm in der Hauptrolle und Stars wie Sammo Hung und Yuen Biao in Nebenrollen.
Wang spielte außerdem in den japanischen Filmen Moon Child (2003) und Starlit High Noon (2005).
Seinen großen Schauspiel-Durchbruch erlangte er mit Ang Lees Film Gefahr und Begierde.
2009 spielte Wang neben Jackie Chan in Little Big Soldier den jungen General. Wangs Rolle hatte Chan ursprünglich für sich selbst geschrieben, jedoch kam es erst nach rund 20 Jahren zur Projektverwirklichung, so dass Chan in die Rolle des alternden Soldaten schlüpfte. Mit Love In Disguise trat Wang 2010 zum ersten Mal auch hinter die Kamera. Er führte Regie, schrieb das Drehbuch, die Filmsongs (die alle auf seinem Album „The 18 Martial Arts“ erschienen sind) und spielte die Hauptrolle neben seinen Schauspiel-kolleginnen Liu Yifei und Joan Chen. Love In Disguise wurde der umsatzstärkste Film eines Debüt-Regisseurs in der chinesischen Geschichte mit einem Gesamteinspielergebnis von über 60 Millionen RMB (über 6 Millionen Euro).

## Leben und Musikkarriere
Bereits als Kind lernte Wang Geige zu spielen; später brachte er sich selbst Klavier, Gitarre, Schlagzeug, Bass, Erhu, Xylophon und andere Instrumente bei.
Nicht selten spielt er seine Alben im Alleingang im heimischen Tonstudio ein.

### Kindheit und Karrierestart (1976–1997)
Wang wurde in Rochester (New York) als zweiter von drei Söhnen einer Immigrantenfamilie aus Taiwan mit festlandchinesischen Wurzeln geboren. Sein Vater, ein Kinderarzt, und seine Mutter zogen in den frühen 60er Jahren für ihr fortführendes Universitätsstudium in die Vereinigten Staaten. Mit seinem älteren Bruder Leo, der seit seinem siebten Lebensjahr Geigenunterricht bekam, als Vorbild, entwickelte Wang selbst schon mit drei Jahren großes Interesse an der Geige. Er bat seine Mutter um Geigenstunden mit seinem Bruder, aber seine Mutter war in diesem jungen Alter dagegen.
Als Wang sechs Jahre alt wurde, durfte er endlich am Unterricht teilnehmen. Im Teenager-Alter hatte er seinen ersten Klavier-Unterricht und brachte sich selbst das Gitarrespielen bei. Des Weiteren verdiente er sich mit verschiedenen Kleinjobs Geld, um sich ein gebrauchtes Schlagzeug zu kaufen. 
Er besuchte die Jefferson Road Elementary School, Pittsford Middle School und machte seinen Abschluss an der Pittsford Sutherland High School in Pittsford, New York. Aufgrund seiner Leidenschaft zur Musik, schrieb er sich in daraufhin in das Williams College ein, mit den Hauptfächern in Musik und Asienwissenschaften. Er trat einer A-cappella-Gruppe namens The Springstreeters bei, welche einige Demostücke aufnahm.
Im Sommer 1995, während seines Ferienaufenthaltes bei seinen Großeltern in Taiwan, unterschrieb Wang seinen ersten Plattenvertrag mit BMG.
Die Plattenfirma war durch einen selbstveranstalteten Talentwettbewerb, an dem Wang aus Lust und Laune teilnahm, aufmerksam geworden. Um sich solch eine Gelegenheit nicht entgehen zu lassen, begann er sofort mit den Vorbereitungen seines Debütalbums Love Rival, Beethoven, welches noch im Dezember erschien. Das Album wurde kaum beachtet und Wang musste das Label wieder verlassen. Im folgenden Jahr kam er bei Decca Records unter Vertrag. Decca war in zu dieser Zeit in Taiwan bekannt für seine „besonders leistungsstarken Sänger“ (實力派歌手). Das Label plante ursprünglich Wang als „romantisches Mainstream-Idol“ zu vermarkten. Als die Verantwortlichen jedoch Wangs weitumfassendes Musiktalent erkannten, warben sie für ihn stattdessen als „Super-Idol“ (優質偶像). Wang veröffentlichte in der ersten Jahreshälfte 1996 sein zweites Album If You Heard My Song, welches auch einige seiner eigenen Kompositionen umfasste. Er war Co-Autor des gleichnamigen Titelliedes, das vom Publikum positive Reaktionen erhielt. Das Album, so wie auch das folgende dritte und vierte Album, hatte eher mäßigen Erfolg und Wang wurde als „aufgehender Stern“ gefeiert. In dieser Zeit wurde Wang gebeten, sein Studium abzubrechen, um sich vollzeitig seiner Gesangskarriere widmen zu können, aber er bestand darauf, seine Studien beenden zu wollen. Während des Semesters studierte und komponierte er zu Hause in den USA; in den Semesterferien stand er im Studio oder promotete seine Musik in Taiwan.

### Aufstieg (1998–2000)
Wangs Vertrag mit Decca Records wurde nach der Veröffentlichung des vierten Albums White Paper im Sommer 1997 beendet. Im selben Sommer schloss er seinen Bachelor-Abschluss mit Auszeichnung am Williams College ab. Im August 1998 veröffentlichte er sein erstes preisgekröntes Album Revolution unter Sony Music Entertainment. Das Album verhalf ihn zum endgültigen Durchbruch und verkaufte über 10.000 Platten in der ersten Woche nach Veröffentlichung. Auch Kritiker lobten das Album in hohen Tönen und Wang wurde mit zwei Golden Melody Awards (dem taiwanischen Grammy) als „Bester Produzent“ sowie „Bester Mandarin-Sänger“ ausgezeichnet. Er war der bis dahin jüngste, in beiden Kategorien ausgezeichnete, Künstler. Wang wird seit dem Erfolg von „Revolution“ jährlich für den „Besten Mandarin Sänger“ nominiert. Die Singleauskopplungen von Revolution erreichten ähnlichen Erfolg: Das Titellied des Albums Revolution wurde Leehom Wangs erste „Nummer 1“ und war in den „Top 20“ der Jahrescharts des Musikkanals Channel V Taiwan.
Er setzte sein Master-Studium am Berklee College of Music fort, mit „Gesang als sein Hauptinstrument“. Wangs sechstes Album Impossible to Miss You erschien im Jahre 1999 und kombinierte die eingängigen Pop-Melodien von Revolution mit einem skurrilen Stil des neu-entdeckten Dance-Pops. Es wurde sein bis dato bestverkauftes Album mit über 1 Million Platten. Alle Singleauskopplungen des Albums erreichten höhere Plätze der Karaoke- und jährlichen Musikcharts, insbesondere das peppige Julia und die Ballade Crying Palm (Liu Lei Shou Xin).
Nun erreichte Leehom Wang auch internationale Aufmerksamkeit – Wang gewann gleich dreimal den „Besten Sänger“-Preis bei drei verschiedenen Preisverleihungen und wurde ebenfalls für seine musikalischen Verdienste des aktuellen Albums bei den 1. Asia Chinese Music Awards mit einem Preis belohnt.
Um die Jahrtausendwende begann Wang mit den Dreharbeiten zu mehreren kantonesisch-sprachigen Hongkong Blockbustern, welche ihn dazu inspirierten, die kantonesische Sprache zu erlernen. Er veröffentlichte auf der Hong-Kong-Version seines siebten Albums Forever’s First Day (2000) das kantonesische Lied Love My Song (Ngoi Nog Dik Goh) als Bonustrack. Anders als seine vorherigen zwei Alben, wandte sich Forever’s First Day hauptsächlich melodischen R&B-Stücken zu. Die gleichnamige Single ist eine tragische, romantische Ballade, die von der Trennung zwei Individuen handelt.
Obwohl Wang in New York aufwuchs, spürte er seit dem Umzug nach Taiwan seine chinesischen Wurzeln. Forever’s First Day lieferte aus diesen neu gewonnenen Stolz eine Coverversion von Descendants of the Dragon, das Lied, mit dem bereits einige Jahrzehnte zuvor sein Onkel erfolgreich gewesen war. Wang arrangierte das Lied mit stärkeren Rock- und Dance-Elementen komplett neu. Der Song enthielt außerdem eine neue englische Rap-Bridge, die die Erlebnisse seiner Eltern als chinesische Migranten in New York zusammenfasste.

### Internationaler Erfolg (2001–2003)
Wangs nächstes Album The One and Only (2001) erreichte einen phänomenalen internationalen Erfolg. Allein in Asien verkaufte es sich über eine Million Mal und das rock-inspirierte Werk gewann über sieben verschiedene Auszeichnungen in den Jahren 2001 und 2002. Das Titellied The One and Only (Wei Yi) erreichte in fast allen taiwanischen Musikcharts die Spitzenposition und war über ein Jahr die Nummer eins der einheimischen Klingelton-Download Charts, was das Lied zu Leehom Wangs Aushängeschild werden ließ.
The One and Only fand auch in Japan seine Anhänger, was Wang dazu ermutigte, seine erste japanische Langspielplatte The Only One am 9. Mai 2003 zu veröffentlichen. Das Album hatte nur eine Single, eine japanische Version von The One and Only, und hatte nicht den erwarteten Erfolg in Japans Oricon-Charts. Wang begann währenddessen mehrere japanische Filme zu drehen, welche seine Popularität in Japan ankurbelten.
2003 startete Wang seine erste große Asien-Tournee The Unbelievable Tour, nur wenige Monate vor Veröffentlichung seines neunten Albums Unbelievable. Die Konzerte erhielten sehr gute Rezensionen von Fans und Musikkritikern; man war beeindruckt und zugleich geschockt von seinem neuen Hip-Hop-Image. Sein R&B/Hip Hop-inspiriertes Album Unbelievable beinhaltete neue Nummern mit Hip-Hop-Einflüssen von verschiedenen Stilen der Popmusik, wie Indiepop und Urban-Pop. Das Album markiert einen Meilenstein in seiner Musikkarriere; sein neues Image erhielt internationales Kritikerlob und war ein Chartstürmer mit über 1,5 Millionen Einheiten bis 2004. Eine Sonderauflage (celebratory version) des Albums erschien drei Monate später und wurde genauso ein großer Erfolg. Die Singleveröffentlichungen, insbesondere die Ballade You’re Not Here (Ni Bu Zai), feierten ebenfalls internationale Erfolge. You’re Not Here war an der Chartspitze verschiedener Musikcharts für über 10 Wochen. Mit Unbelievable erhielt Wang zum zweiten Mal den Golden Melody Award als „Bester Produzent“ im Jahre 2004.

### Chinked-out (2004–2006)
Mit seinem neu gefestigten Status als einer der einflussreichsten und produktivsten chinesischen Künstler der chinesischen Musik, setzte Wang seine Arbeit im Erfinden und Experimentieren von neuen Sounds und Stimmen fort. Für den Großteil des Jahres 2004 reiste er zu abgelegenen Dörfern Chinas, um ungehörte Stammesklänge der chinesischen Ureinwohner, tibetische und mongolische Musik zu sammeln. Mit seinem jüngeren Bruder Leekai als sein Assistent, trugen sie 15 kg Musik-Ausrüstung mit sich, um ihn diese Sounds aufnehmen zu lassen und sein Album unterwegs aufzunehmen und zu produzieren.
Er integrierte die gesammelten Klänge in R&B und Hip-Hop und nannte diesen selbstkreierten Stil „Chinked-out“. Trotz der ursprünglich abfälligen Bedeutung des Begriffes „chink“ (ähnlich dem deutschen Ausdruck ‚Schlitzauge‘), wollte Wang mit dieser Namensgebung das Wort wieder salonfähig und „cool“ machen.
Shangri-La wurde Silvester 2004 veröffentlicht und verkaufte in den ersten zehn Tagen 40.000 Exemplare. Shangri-La wurde eine internationale Musiksensation, wobei es besonders Asiens Jugend ansprach. Innerhalb eines Monats verkaufte sich das Album über 300.000 Mal und brachte letztendlich insgesamt über 1,5 Millionen Tonträger an den Mann.
Wang verarbeitete auch in seinem folgenden Album Heroes of Earth (2005) seine Chinked-out Elemente, wobei im Gegensatz zu der tribalen Musik bei „Shangri-La“, „Heroes of Earth“ mit Mischungen aus Peking-Oper und Kun-Oper experimentierte. Um dem „Heroes-Konzept“ des Albums Ausdruck zu verleihen, holte er Künstler wie Ashin von der taiwanischen Band Mayday (Beside the Plum Blossoms), den chinesisch-amerikanischen Rapper Jin und Opernmeister Li Yan (Heroes of Earth), sowie K-Pop Künstler Rain und Lim Jeong-hee (Perfect Interaction) ins Studio. Heroes of Earth war 2005 und 2006 das am schnellstverkaufte Album mit über einer Million Verkäufen in den ersten zehn Tagen nach Veröffentlichung. Anschließend blieb das Album für die nächsten sechs Wochen an der Chartspitze und verweilte weitere 23 Wochen in den Charts. Es wurde das drittbestverkaufte Album des Jahres 2006. Mit Stand 2007 waren um die 3 Millionen CD-Einheiten über die Ladentische gegangen und es ist bis heute Wangs kommerziell und kritisch erfolgreichstes Album. Mit Heroes of Earth gewann Wang zum zweiten Mal den Golden Melody Award als „Bester Mandarin Sänger“.
Drei Monate nach Veröffentlichung des Albums, begann er seine Heroes of Earth Tour, seine erste große Welttournee. Die Tour begann mit zwei Konzerten an einem Abend im Taipei Dome im März 2006 und brach damit Rekorde bei den Konzertteilnehmerzahlen Taiwans.

### Beruflicher Durchbruch (2007 bis Gegenwart)
Wang legte eine Pause in Bezug auf die Arbeit an seiner Musik ein und begann mit den Dreharbeiten zu Ang Lees Film Gefahr und Begierde (2007), einem Spionage-Thriller. Am 20. Juni 2007 veröffentlichte er die Single Falling Leaves Return to Roots (Luo Ye Gui Gen) auf Hito Radio, einem taiwanischen Radiosender, einen Monat bevor auch sein zwölftes Studioalbum Change Me in den Läden erscheinen sollte. Falling Leaves Return to Roots enthielt Broadway-Einflüsse mit klassischer Instrumentalbegleitung, wie der Geige und dem Klavier. Auf Fragen zu seinem plötzlichen Musikstil-Wechsels, erklärte Wang, dass er die Inspiration zu diesem Song dem Einfluss seiner Darstellung des Kuang Yumin in Gefahr und Begierde verdanke. „In der Vergangenheit habe ich nur Mainstream-Pop und Chinked-out bezogenen Hip Hop veröffentlicht. Gefahr und Begierde brachte mich zurück zum Shanghai der 1930er Jahre und ließ mich den Moment nacherleben.“
Change Me wurde am Freitag, den 13. Juli, veröffentlicht. Change me konzentrierte sich hauptsächlich auf Pop-Rock mit Broadway-Einflüssen (Falling Leaves Return to Roots) und taiwanischer Pop der alten Schule (You Are a Song in My Heart). Mit diesem Album thematisierte er die globale Erwärmung und forderte ein besseres Umweltbewusstsein. Für die Verpackung des Albums wurde nur Recyclingpapier, ohne Plastik, verwendet. Er glaubte, dass schon kleinste Änderungen eines jeden Menschen die Welt retten könne. „Um die Welt zu ändern, verändere dich selbst zuerst.“ Rezensionen des Albums waren im Allgemeinen positiv und beschrieben es als „reif“. Eine Online-Albumumfrage von Chinas Sohu ergab jedoch, dass die Erwartungen des Publikums nicht vollends erfüllt wurden. Netizens äußerte, dass Wangs Chinked-out-Produktionen beeindruckender gewesen seien, obwohl das Genre selbst auch Kritik einstecken musste. Dennoch wurden über eine Million Einheiten am ersten Veröffentlichungstag verkauft. Das Album brach die 2-Millionen-Grenze und wurde eines von Wangs bestverkauften Alben.
August 2008 forderte Wang 320.000 US-Dollar Schadensersatz von dem indischen Komponisten Pritam. Ein Song des Bollywood-Films Race (2008), komponiert von Pritam, war offensichtlich ein Plagiat von In the Depths of the Bamboo Forest (Zhu Lin Shen Chu), eine Single von Leehom Wangs Shangri-La Album. Im November desselben Jahres wurde Wang ausgewählt, das Hong Kong Philharmonic Orchestra zu dessen großem 2008-Jahresfinale zu dirigieren. Er war der erste asiatische Popmusiker, dem diese Ehre zuteilwurde. Das Konzert Hong Kong Music, Leehom Wang (港樂‧王力宏) wurde im Hong Kong Cultural Centre an drei Abenden mit vier Shows aufgeführt und bekam eine ausführliche Berichterstattung von CNN International gewidmet.
Wang startete in den letzten Monaten 2008 seine zweite Welttournee, die Music-Man Tour. Die Tour begann wie gewohnt in Taipei mit zwei Konzerten pro Nacht im Taipei Dome im September, drei Monate vor Veröffentlichung des dreizehnten Albums Heart.Beat, das am 26. Dezember erschien und sofort auf Platz 3 in den wöchentlichen G-Music Charts einstieg. Das Album erreichte in der siebten Woche Platz eins der Charts und blieb insgesamt für 17 weitere Wochen in den Listen präsent. Genau wie Wangs letztes Album, zeigte Heart.Beat einen ähnlichen Schwerpunkt hin zu den Rock-Einflüssen. Das Sound von Akustik- und E-Gitarren war dominierend, welche Wang auch für seine Darbietungen in den Musikvideos einsetzte. Zur Fortführung des Chinked-out-Elements verarbeitete er bei der ersten Single What’s Up with Rock?! Elemente westlicher Rockmusik mit chinesischem Einflüssen. Für den Track arbeitete er mit der Pipa-Spielerin Liu Fang zusammen.
Am 15. April 2011 erhielt Wang die Auszeichnungen „Bester Sänger von Hongkong & Taiwan“, „Bestes Album“ für sein vierzehntes Album The 18 Martial Arts (2010), und „Bester Regie-Newcomer“ für sein Regiedebüt Love in Diguise bei den Global Chinese Music Awards.
Am 5. November 2011 startete Wang unter dem Titel Music-Man II – Open Fire seine dritte Welttournee.

## Privatleben
Am 27. November 2013 heiratete Wang seine japanisch-taiwanische Freundin Jinglei Lee in New York. Das Paar hat zwei Töchter und einen Sohn. Im Dezember 2021 wurde die bevorstehende Scheidung bekannt. Unmittelbar danach ging Jinglei Lee mit Vorwürfen an die Öffentlichkeit, in denen sie Wang Leehom zahlreicher außerehelicher Affairen und wiederholter Inanspruchnahme der Dienstleistung von Prostituierten bezichtigte.

## Filmografie
- 2000: China Strike Force (雷霆戰警)
- 2000: From Ashes to Ashes – Against Smoking (煙飛煙滅)
- 2001: The Avenging Fist (拳神)
- 2003: Moon Child (Mûn chairudo/ ムーンチャイルド)
- 2005: Starlit High Noon (Mahiru no hoshizora/ 真昼ノ星空)
- 2007: Gefahr und Begierde (Lust,Caution/ 色，戒)
- 2010: Little Big Soldier (大兵小将)
- 2010: Love In Disguise (戀愛通告)
- 2011: The Founding of a Party (建黨偉業)
- 2013: My Lucky Star (非常幸運)
- 2015: Blackhat
- 2015: Forever Young/ Wu Wen Xi Dong (無問西東)
- 2016: Stan Lee's Annihilator

## Diskografie

### Alben
- 1995: Love Rival Beethoven (情敵貝多芬, BMG Music, Sprache: Mandarin, Englisch)
- 1996: If You Heard My Song (如果你聽見我的歌, Decca Records, Sprache: Mandarin, Englisch)
- 1996: Missing You (好想你, Decca Records, Sprache: Mandarin, Englisch)
- 1997: White Paper (白紙, Decca Records, Sprache: Mandarin, Englisch)
- 1998: Revolution (公轉自轉, Sony Music, Sprache: Mandarin)
- 1999: Impossible to Miss You (不可能錯過你, Sony Music, Sprache: Mandarin, Englisch)
- 2000: Forever's First Day (永遠的第一天, Sony Music, Sprache: Mandarin)
- 2001: The One and Only (唯一, Sony Music, Sprache: Mandarin)
- 2003: Unbelievable (不可思議, Sony Music, Sprache: Mandarin)
- 2004: Shangri-La (心中的日月, Sony Music, Sprache: Mandarin)
- 2004: Hear My Voice (Sony Music, Sprache: Japanisch)
- 2005: Heroes of Earth (蓋世英雄, Sony Music, Sprache: Mandarin)
- 2007: Change Me (改變自己, Sony Music, Sprache: Mandarin)
- 2008: Heart.Beat (心.跳, Sony Music, Sprache: Mandarin)
- 2010: The 18 Martial Arts (十八般武藝, Sony Music, Sprache: Mandarin)
- 2015: Your Love (你的愛, Homeboy Music, Sprache: Mandarin)

### Kompilationen/ EPs/ Greatest Hits
- 1998: Good Lee Hom Compilation (好力宏精選, Decca Records, Sprache: Mandarin; inkl. 2 neuer Lieder)
- 2001: Leehom Music Century (王力宏創世紀, Sony Music, Sprache: Kantonesisch, Mandarin; EP mit 3 neuen Liedern)
- 2002: Evolution – New & Best Selection (王力宏的音樂進化論 – 新曲+精選, Sony Music, Sprache: Mandarin, Englisch; inkl. 2 neuer Lieder)
- 2003: The Only One (Sony Music, Sprache: Mandarin, Englisch, inkl. 1 neuem Lied auf Japanisch)
- 2011: Open Fire (王力宏 火力全開 – 新歌+精選, Sony Music, Sprache: Mandarin, Englisch, Japanisch; inkl. 2 neuer Lieder)

### Live-Alben
- 1999: Revolution Live Concert (繞著力宏轉音樂會, Sony Music)
- 1999: Impossible to Miss Leehom Wang (不可能錯過王力宏演唱會, Sony Music)
- 2006: Heroes of Earth Live Concert (蓋世英雄 Live Concert 演唱會影音全記錄, Sony Music)
- 2009: 2008 Music Man World Tour (Sony Music)

### Download-Singles
- 2012: 12 Zodiacs (十二生肖, Homeboy Music, Sprache: Mandarin; Titellied zu Jackie Chans Film CZ12: Chinese Zodiacs)
- 2014: Lose Myself feat. Avicii (忘我, Homeboy Music/ Avicii Music, Sprache: Mandarin; Titellied zum Storm Music Festival 2014 in Shanghai)